# Barca bicolor
Barca bicolor is een vlinder uit de familie van de dikkopjes (Hesperiidae). De soort is voor het eerst wetenschappelijk beschreven als Dejeania bicolor door Charles Oberthür in een publicatie uit 1896.
De soort komt voor in China (Fujian, Guangdong, Shaanxi, Sichuan, Tibet, Yunnan) en Noord-Vietnam.